# Gymnusa smetanai
Gymnusa smetanai är en skalbaggsart som beskrevs av Jan Klimaszewski 1979. Gymnusa smetanai ingår i släktet Gymnusa och familjen kortvingar. Inga underarter finns listade i Catalogue of Life.